# Descriptio urbis Romae
La Descriptio urbis Romae è un'opera di Leon Battista Alberti e figura tra le prime che illustrano in modo ragionato e topografico le antiche vestigia di Roma.

## Descrizione
Si tratta di un'opera in lingua latina, creata intorno al 1450, che raccoglie in sedici tavole l'ubicazione precisa dei monumenti dell'antica Roma con dettagli topografici sulla loro posizione rispetto a quelli vicini.